# Glandularia amoena
Glandularia amoena là một loài thực vật có hoa trong họ Cỏ roi ngựa. Loài này được (Paxton) Umber mô tả khoa học đầu tiên năm 1979.